# 丹尼斯·杜根
丹尼斯·杜根（英語：Dennis Dugan，1946年9月5日—），美國男演員、導演及製片人。他時常和喜劇演員亞當·山德勒合作。
截至2018年，杜根的電影在全球已累計超過10億美元的票房。

## 早期生活
杜根出生於伊利諾州惠頓，是瑪莉恩（Marion）和查爾斯·杜根（Charles Dugan）的兒子。

## 個人生活
杜根的第一次婚姻是於1973年與演員喬伊絲·馮·派特。這對夫妻於1987年離婚，後來杜根與莎朗·歐康納（Sharon O'Connor）成婚（年份未知）。他的兒子是美國職棒外野手凱利·杜根。

## 外部連結
- 丹尼斯·杜根在互联网电影资料库（IMDb）上的資料（英文）
- 在AllMovie上丹尼斯·杜根的頁面（英文）